# میرولیوبووو
میرولیوبووو (به بلغاری: Mirolyubovo) یک منطقهٔ مسکونی در بلغارستان است که در بورگاس واقع شده‌است.